# Guanajuato
Guanajuato è uno stato del Messico situato nella parte centrale del paese. Confina a nord con gli stati di Zacatecas e San Luis Potosí, a ovest con lo stato di Jalisco, a est con lo stato di Querétaro e a sud con lo stato di Michoacán.
La sua capitale è la città di Guanajuato.
Geograficamente si divide in tre regioni separate dalla Sierra de Guanajuato. La regione a nord della Sierra è detta Llanos del Norte ed è un'area arida, pianeggiante e rocciosa. L'area della Sierra è montagnosa con altopiani sfruttati per l'allevamento e la regione detta del Bajío, che comprende la pianura ubicata a sud della Sierra de Guanajuato caratterizzata dall'agricoltura estensiva e da precipitazioni molto elevate.
Guanajuato è stato uno dei primi territori colonizzati dagli spagnoli, nel 1520, attratti dalle ricche miniere d'argento che ancora oggi sono fra le più produttive a livello mondiale. Nello Stato si trovano anche giacimenti di stagno, oro, rame, piombo, mercurio, e opale.

## Storia
I primi abitanti dell'attuale stato furono gli Otomi e i Cicimechi. Nel XV secolo i Taraschi e gli Aztechi emigrarono nella zona e la dominarono. Dopo la caduta dell'impero azteco, i primi spagnoli giunsero verso il 1526, guidati da Nuño Beltrán de Guzmán. In contemporanea con le prime scoperte di giacimenti di minerali preziosi, la terra molto fertile venne assegnata come encomienda ai coloni spagnoli. La storia successiva del periodo coloniale della Nuova Spagna e dell'epoca dell'indipendenza del Messico è in sostanza identica a quelle delle maggiori città; in particolare gli stati di Guanajuato e di Querétaro fino al 1824 dovettero sottostare all'intendenza militare spagnola.

## Società

### Evoluzione demografica
Abitanti censiti (in migliaia)

### Città
Le città principali sono Guanajuato, León, Irapuato, Celaya, Salamanca, San Miguel de Allende, Pénjamo, Moroleón, Dolores Hidalgo, Silao, San Francisco del Rincón, San Luis de la Paz, Uriangato, Acámbaro, Salvatierra e Yuriria.

### Suddivisione amministrativa
Lo stato di Guanajuato è suddiviso in 46 comuni (Municipalidades)
| Codice INEGI | Municipio                     | Capoluogo municipale          | Data di creazione | Popolazione (2010) | Area (km²) |
| ------------ | ----------------------------- | ----------------------------- | ----------------- | ------------------ | ---------- |
| 001          | Abasolo                       | Abasolo                       | 1870              | 84 332             | 614,56     |
| 002          | Acámbaro                      | Acámbaro                      | 1824              | 109 030            | 877,43     |
| 003          | San Miguel de Allende         | San Miguel de Allende         | 1824              | 160 383            | 1558,96    |
| 004          | Apaseo el Alto                | Apaseo el Alto                | 1947              | 64 433             | 375,87     |
| 005          | Apaseo el Grande              | Apaseo el Grande              | 1824              | 85 319             | 419,39     |
| 006          | Atarjea                       | Atarjea                       | 1870              | 5 610              | 322,27     |
| 007          | Celaya                        | Celaya                        | 1824              | 468 469            | 553,23     |
| 008          | Manuel Doblado                | Ciudad Manuel Doblado         | 1824              | 37 145             | 819,83     |
| 009          | Comonfort                     | Comonfort                     | 1861              | 77 794             | 485,39     |
| 010          | Coroneo                       | Coroneo                       | 1879              | 11 691             | 123,83     |
| 011          | Cortazar                      | Cortázar                      | 1857              | 88 397             | 334,20     |
| 012          | Cuerámaro                     | Cuerámaro                     | 1869              | 27 308             | 260,22     |
| 013          | Doctor Mora                   | Doctor Mora                   | 1949              | 23 324             | 230,90     |
| 014          | Dolores Hidalgo               | Dolores Hidalgo               | 1824              | 148 173            | 1656,18    |
| 015          | Guanajuato                    | Guanajuato                    | 1824              | 171 709            | 1014,54    |
| 016          | Huanímaro                     | Huanímaro                     | 1877              | 20 117             | 127,52     |
| 017          | Irapuato                      | Irapuato                      | 1824              | 529 440            | 851,41     |
| 018          | Jaral del Progreso            | Jaral del Progreso            | 1912              | 36 584             | 176,56     |
| 019          | Jerécuaro                     | Jerécuaro                     | 1879              | 50 832             | 883,40     |
| 020          | León                          | León                          | 1824              | 1 436 480          | 1220,38    |
| 021          | Moroleón                      | Moroleón                      | 1857              | 40 364             | 139,02     |
| 022          | Ocampo                        | Ocampo                        | 1875              | 22 683             | 1026,04    |
| 023          | Pénjamo                       | Pénjamo                       | 1824              | 149 936            | 1561,25    |
| 024          | Pueblo Nuevo                  | Pueblo Nuevo                  | 1869              | 11 169             | 60,08      |
| 025          | Purísima del Rincón           | Purísima de Bustos            | 1849              | 79 798             | 290,41     |
| 026          | Romita                        | Romita                        | 1855              | 56 655             | 441,26     |
| 027          | Salamanca                     | Salamanca                     | 1824              | 260 732            | 756,54     |
| 028          | Salvatierra                   | Salvatierra                   | 1824              | 97 054             | 592,43     |
| 029          | San Diego de la Unión         | San Diego de la Unión         | 1875              | 37 103             | 1014,47    |
| 030          | San Felipe                    | San Felipe                    | 1824              | 106 952            | 3006,79    |
| 031          | San Francisco del Rincón      | San Francisco del Rincón      | 1867              | 113 570            | 425,98     |
| 032          | San José Iturbide             | San José Iturbide             | 1866              | 72 411             | 547,97     |
| 033          | San Luis de la Paz            | San Luis de la Paz            | 1824              | 115 656            | 2029,97    |
| 034          | Santa Catarina                | Santa Catarina                | 1885              | 5 120              | 194,37     |
| 035          | Santa Cruz de Juventino Rosas | Santa Cruz de Juventino Rosas | 1939              | 79 214             | 428,51     |
| 036          | Santiago Maravatío            | Santiago Maravatío            | 1867              | 6 670              | 84,13      |
| 037          | Silao                         | Silao                         | 1824              | 173 024            | 538,72     |
| 038          | Tarandacuao                   | Tarandacuao                   | 1861              | 11 641             | 119,98     |
| 039          | Tarimoro                      | Tarimoro                      | 1857              | 35 571             | 333,99     |
| 040          | Tierra Blanca                 | Tierra Blanca                 | 1885              | 18 175             | 410,85     |
| 041          | Uriangato                     | Uriangato                     | 1861              | 69 305             | 145,76     |
| 042          | Valle de Santiago             | Valle de Santiago             | 1824              | 141 058            | 820,66     |
| 043          | Victoria                      | Victoria                      | 1849              | 19 820             | 1047,06    |
| 044          | Villagrán                     | Villagrán                     | 1930              | 55 782             | 128,79     |
| 045          | Xichú                         | Xichú                         | 1914              | 11 560             | 898,96     |
| 046          | Yuriria                       | Yuriria                       | 1824              | 51 782             | 668,40     |